# المشورة والموافقة

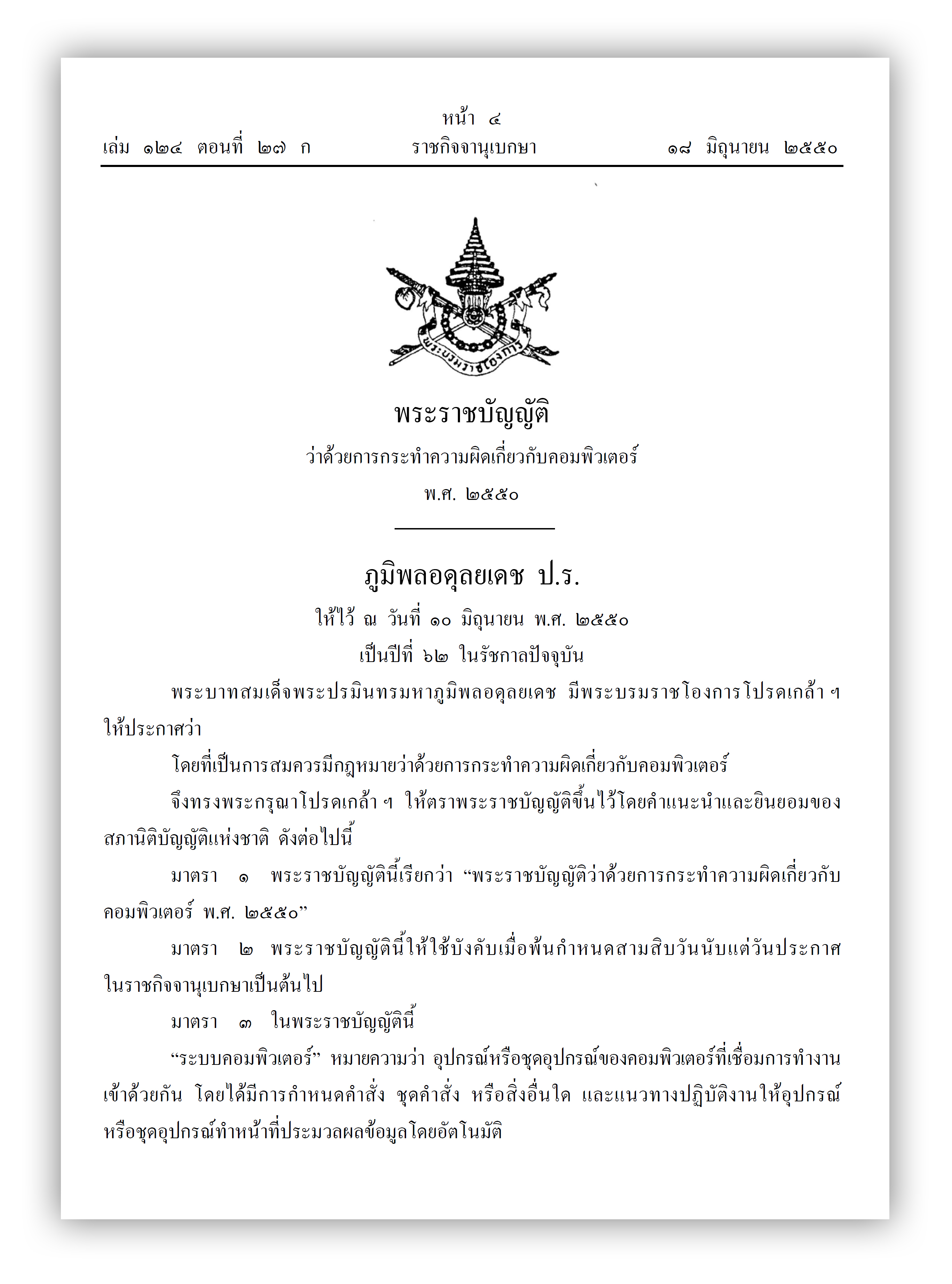

المشورة والموافقة هِي عبارة إنجليزية يكثر استخدامها في صيغ تشريع قانون وفي سياقات قانونية أو دستورية أخرى، واصفةً حالة تسن فيها السلطة التنفيذية لحكومة شيءًا سبقت الموافقة عليه من قبل السلطة التشريعية.

## عام
كثيرًا ما تستخدم هذه العبارة في الأنظمة التي لا يملك فيها رئيس الدولة سوى القليل من السلطة، ويكون عمليًا الجزء الهام من الفقرة في قانون في اعتماده بموجب السلطة التشريعية. على سبيل المثال، في المملكة المتحدة، وهي ملكية دستورية، تتصدر القوانين العبارة:
يتم سنه من قبل جلالة الملكة، من خلال مشورة وموافقة مجلس اللوردات الروحيين والدنيويين ومجلس العموم، مع اجتماع برلمان المملكة المتحدة الحالي، وتحت سلطتهم، كما يلي:
تؤكد هذه الصيغة التشريعية أنه على الرغم من سن القانون من قبل ملكة المملكة المتحدة (على وجه التحديد، من قبل الملكة في البرلمان)، فإنه لا يتم التشريع بقرارها ولكن من خلال قرار البرلمان.

## الولايات المتحدة
في الولايات المتحدة، تعتبر عبارة «المشورة والموافقة» سلطة لمجلس الشيوخ الأمريكي لاستشارته في، وموافقته على، المعاهدات الموقعة والتعيينات من قبل رئيس الولايات المتحدة للمناصب العامة، والتي من بينها الوزراء والقضاة الاتحاديون والسفراء. ويملك هذه السلطة أيضا العديد من أعضاء مجلس الشيوخ الأمريكي، الذين تطلب مشورتهم وموافقتهم على العديد من التعيينات من قبل رئيس السلطة التنفيذية بالدولة، مثل بعض مسؤولي الولايات، وورؤساء إدارات الولايات في مجلس وزراء الحاكم، وقضاة الولاية (في بعض الولايات).

### نص دستوري
تنص الفقرة الثانية، من القسم 2، للمادة الثانية في دستور الولايات المتحدة على:
ظهرت عبارة «المشورة والموافقة» لأول مرة في دستور الولايات المتحدة المادة الثانية، القسم 2، الفقرة الثانية التي تشير إلى دور مجلس الشيوخ في التوقيع والتصديق على المعاهدات. ثم استخدمت مرة أخرى لوصف دور مجلس الشيوخ في تعيين الموظفين العموميين، مباشرة بعد وصف دور الرئيس في تعيين الموظفين.
وقد أدرج الآباء المؤسسون للولايات المتحدة العبارة كجزء من حل وسط مناسب يتعلق بتوازن القوى في الحكومة الاتحادية. حيث كان يفضل بعض النواب تطوير سلطة تنفيذية قوية تمنح للرئيس، بينما كان الآخرون متخوفين بشأن السلطة الاستبدادية وفضلوا تعزيز الكونغرس. وقد حقق طلب الرئيس لمشورة وموافقة مجلس الشيوخ كلا الهدفين دون إعاقة أعمال الحكومة.
وبموجب التعديل الخامس والعشرين لدستور الولايات المتحدة، تتم الموافقة على التعيينات لمنصب نائب الرئيس بأغلبية الأصوات في مجلسي الكونغرس، بدلاً من مجلس الشيوخ فقط.

### التطور التاريخي للسلطة
يعتقد العديد من واضعي الدستور الأمريكي أن الدور المطلوب من مجلس الشيوخ هو إسداء المشورة للرئيس بعد أي يقوم الرئيس بتعيين الموظفين. ويعتقد روجر شيرمان أن المشورة قبل التعيين لا تزال من الممكن أن تكون مفيدة. وبالمثل، اتخذ الرئيس جورج واشنطن فكرة أن المشورة قبل التعيين مسموحة ولكن ليست إلزامية. وقد تطورت فكرة كون المشورة قبل التعيين اختيارية إلى اتحاد جزء «المشورة» في السلطة مع جزء «الموافقة»، على الرغم من أن العديد من الرؤساء تشاوروا بشكل غير رسمي مع أعضاء مجلس الشيوخ بشأن التعيينات والمعاهدات.

### الاستخدام الحالي
الاقتراح الفعلي الذي تبناه مجلس الشيوخ عند ممارسة السلطة هو تقديم «المشورة والموافقة»، مما يدل على أن المشورة الأولية بشأن التعيينات والمعاهدات ليست سلطة رسمية تمارس من قبل مجلس الشيوخ. وبالنسبة للتعيينات، تكون أغلبية أعضاء مجلس الشيوخ مطلوبة لإقرار اقتراح تقديم «المشورة والموافقة»، ولكن ما لم يكن التعيين يحظى بدعم من ثلاثة أخماس أعضاء مجلس الشيوخ، يكون من الممكن إعاقة المماطلة السياسية لإقرار الاقتراح. عادة ما يتم عقد جلسة استماع في الكونغرس للاستفسار عن الشخص المعين.
بالنسبة للمعاهدات، يتطلب تصويت ثلثي مجلس الشيوخ على أي حال؛ وبذلك تكون المماطلة السياسية ما هي إلا مجرد تأخير للإقرار فقط.